# Virgilio Mortari
Virgilio Mortari (ur. 6 grudnia 1902 w Passiranie, zm. 6 września 1993 w Rzymie) – włoski kompozytor.

## Życiorys
Studiował w konserwatorium w Mediolanie u Costante Adolfo Bossiego i Ildebrando Pizzettiego. W 1928 roku uzyskał dyplom konserwatorium w Parmie. Początkowo występował jako pianista, później poświęcił się komponowaniu i pedagogice. W latach 1933–1940 wykładał w konserwatorium w Wenecji. Od 1940 do 1973 roku uczył kompozycji w konserwatorium w Rzymie. W latach 1944–1946 był dyrektorem artystycznym Accademia filarmonica romana, a od 1956 do 1959 roku nadintendentem teatru operowego La Fenice w Wenecji.
Był edytorem muzyki włoskiej XVIII wieku, wydał opery Domenico Cimarosy, Baldassare Galuppiego, G.B. Pergolesiego i Antonia Vivaldiego. W oparciu o fragmenty innych dzieł kompozytora dokończył operę W.A. Mozarta Gęś z Kairu (KV 422). Wspólnie z Alfredo Casellą wydał podręcznik Le tecnica dell’orchestra contemporanea (Mediolan 1947, 2. wydanie 1950).
Tworzył muzykę w stylu neoklasycznym, osadzoną w tradycjach muzyki włoskiej.

## Ważniejsze kompozycje
(na podstawie materiałów źródłowych)

### Utwory orkiestrowe
- Rapsodia (1930)
- Fantazja na fortepian i orkiestrę (1933)
- Koncert na kwartet smyczkowy i orkiestrę (1937)
- Notturno incantato (1940)
- Piccola serenata na skrzypce i orkiestrę (1949)
- 2 koncerty fortepianowe (I 1952, II 1960)
- La lunga strada della morte (1954)
- Arioso e toccata „La strage degli innocenti” (1957)
- Koncert altówkowy (1965)
- Koncert na kontrabas i orkiestrę (1966)
- Koncert wiolonczelowy (1968)
- uwertura Eleonora d’Arboréa (1968)
- Fantasia concertante der archi (1970)
- Tripartita (1972)
- Koncert na harfę i orkiestrę (1972)

### Utwory kameralne
- 2 kwartety smyczkowe (I 1931, II 1983)
- Sonatina na harfę (1938)
- Duettini concertati na skrzypce i kontrabas (1966)
- Capriccio na skrzypce (1967)
- Les adieux na flet i trio smyczkowe (1978)
- Offerta musicale na skrzypce, wiolonczelę i kontrabas (1980)
- Serenata na trio smyczkowe (1983)

### Utwory wokalno-instrumentalne
- Trittico na sopran, mezzosopran, chór żeński i orkiestrę (1939)
- Stabat Mater na 2 głosy solowe i orkiestrę (1947)
- Due salmi funebri in memoria di A. Casella na głos, flet i kwartet smyczkowy (1947)
- Alfabeto a sorpresa na 3 głosy i 2 fortepiany (1959)
- Gloria na chór, 2 fortepiany i orkiestrę (1980)
- Domanda e riposte na sopran, baryton i kwartet smyczkowy (1983)

### Utwory na chór i organy
- Missa elegiaca (1965)
- Missa pro pace (1984)

### Opery
- Secchi e Sberlecchi (1925, wyst. Udine 1927)
- La scuola delle mogli (1929, wyst. Mediolan 1959)
- La figlia del diavolo (1953, wyst. Mediolan 1954)
- Il contratto (wyst. Rzym 1954)

### Balety
- L’allegra piazzetta (wyst. Rzym 1945)
- Specchio a tre luci (1973, wyst. Mediolan 1974)